# Městské muzeum Kadaň
Historie muzejnictví v Kadani sahá až do 19. století a jejím vyvrcholením bylo založení Spolku přátel muzea v roce 1903. V době komunismu bylo v roce 1975 zrušeno, obnoveno bylo roku 1999. V současnosti provozuje Městské muzeum v Kadani několik expozic umístěných ve významných kadaňských historických památkách.

## Objekty
- Františkánský klášter
- Kadaňský hrad
- Radniční věž
- Minoritská bašta
- Mikulovická (Svatá) brána

## Historie

### 1903–1935
Historie kadaňského muzejnictví se datuje do roku 1903, kdy byl založen Spolek přátel muzea v Kadani. Ten ještě téhož roku organizoval přípravy otevření samostatného muzea, včetně muzejní správy, která byla řízena v součinnosti s kadaňskou radnicí. Vedoucími členy spolku byli městští úředníci, což naznačuje, že propojení vedení města s muzeem bylo spíše neformálního charakteru. Jistá právní forma však musela existovat, neboť korespondence spolku přicházela na radnici a úředníci též vyřizovali muzejní záležitosti spadající pod agendu spolku.
Vedení spolku bylo pravidelně voleno. Pravděpodobně již od jeho založení a to až do konce třicátých let stál v jeho čele Eduard Hergl, jenž byl v průběhu dvacátých let 20. století také starostou města Kadaně. Ve správě spolku asistoval předsedovi spolkový výbor, mezi jehož členy byly rozděleny všechny hlavní povinnosti. Výbor se scházel příležitostně, bylo-li potřeba něco vyřešit, v zasedací místnosti na kadaňské radnici. Jednou ročně se pak scházel celý spolek, aby zhotovil a odsouhlasil výroční zprávu o své činnosti. V té době spolek fungoval jako příspěvková organizace, na fungování kadaňského muzea měl hlavní podíl kadaňský Městský úřad, členské příspěvky a finanční dary od členů spolku. Důležitou oporou pro muzejníky byli také obyvatelé města Kadaně, kteří se podíleli na sbírkotvorné činnosti. Spolek totiž neměl dostatečné prostředky k tomu, aby si mohl dovolit nákup velkého množství exponátů. Právě tato skutečnost způsobila, že většina exponátů se vztahovala k místní historii. Tím že se kadaňští občané aktivně podíleli na existenci svého muzea, podporovali a přispívali jeho provázanosti s městem a jeho historií. Muzeum na tom založilo své hlavní poslání, a to přiblížit bohatou historii města a celého Kadaňska současníkům. Od druhé poloviny dvacátých let 20. století bylo kadaňské muzeum členem Svazu muzeí severozápadních Čech. V rámci svazu se tak podílelo na výstavách věnovaných právě tomuto regionu. Historicky první muzejní budovou v Kadani se stala bývalá farní škola z 16. století, dům čp. 83 nacházející se v prostoru za děkanským kostelem Povýšení svatého Kříže.
V průběhu roku 1928 se Spolek přátel muzea rozhodl rozšířit výstavní prostory domu čp. 83. Během rekonstrukce bylo muzeum pro veřejnost uzavřeno. V té době však spolek expandoval také do přilehlé budovy kadaňského děkanství, kde po dohodě s tehdejším farářem byla spolku propůjčena a pro výstavní účely upravena kaple Růžencového bratrstva. Její slavnostní otevření se konalo 20. května 1928. Prostor kaple sloužil k vystavení exponátů církevního původu.
K roku 1934 bylo v Kadani evidováno 220 členů Spolku přátel muzea. Toto poměrně vysoké číslo nasvědčuje tomu, že členství v muzejním spolku bylo pro kadaňské občany prestižní záležitostí. Členské příspěvky sice umožnily kadaňskému muzeu přežít dobu hospodářské krize, finanční tíseň však způsobila, že Spolek přátel muzea se byl pro nedostatek prostředků pro zaplacení povinných příspěvku nucen odhlásit ze Svazu muzeí severozápadních Čech.

### 1935–1945
Rok 1935 se stal pro kadaňské muzeum důležitým mezníkem. Tehdy se totiž kadaňská občanka Maria Janka rozhodla spolku věnovat svůj dům čp. 115 na roku hlavního kadaňského náměstí. Členové spolku se následně shodli na tom, že z něj vytvoří hlavní sídlo muzea v Kadani. Po nutných přestavbách došlo 2. června 1935 ke slavnostnímu otevření nových expozic. Po připojení Sudet k německé Třetí říši přišli úředníci Sudetské župy s myšlenkou, že vlastivědná muzea jsou již nepotřebná, neboť, jak říkali, jejich hlavní cíl, vymezovat Němce a jejich kulturu a historii vůči Čechům, byl připojením k německé říši naplněn. Uvažovalo se tudíž o zrušení všech vlastivědných muzeí včetně toho kadaňského. Nakonec se však objevil názor, který vlastivědným muzeím přiřkl nový úkol propagandistického charakteru, a sice pěstovat v obyvatelích v dobách války lásku k německé vlasti a národu. Nejpravděpodobněji v roce 1939 nebo 1940 vstoupil Spolek přátel muzea v Kadani do Jednoty německých vlasteneckých muzeí v Sudetské župě. Jako jeho součást se pak aktivně podílel na jeho aktivitách. Díky tomu spolek přečkal až do roku 1945, kdy bylo místní německy hovořící obyvatelstvo násilně odsunuto. Těmito událostmi tragicky končí existence Spolku přátel muzea v Kadani.

### 1945–1975
V roce 1945 přešlo muzeum kompletně pod správu nové radnice. Finanční prostředky, které byly z rozpočtu na muzeum vyčleněny, pokrývaly jen ty nejnutnější výdaje, což se později projevilo například na stavu muzejních budov. Vedení muzea bylo následně přesunuto pod správu Okrašlovacího spolku v Kadani. Lidé, kteří se starali o muzejní aktivity, tedy především kadaňští učitelé, ztratili z rozhodnutí úřadů roku 1948 nárok na finanční ohodnocení za provoz muzea, jejich činnost se stala čistě dobrovolnou. Po únoru 1948 se také veškerá muzejní činnost začala řídit centrálně podle oběžníků ministerstva kultury. Tyto oběžníky jasně vymezovaly veškerou aktivitu muzejníků. Od historie se tak všechna muzea včetně toho kadaňského musela přeorientovat především k politice a propagandě. Jedna z mnoha takových příruček vydaná roku 1955 se dochovala dosud. Podle ní měly všechny výstavy reagovat na důležitá usnesení Komunistické strany Československa a vlády Československé socialistické republiky. Hlavními tématy výstav se tak stávala například podpora zemědělství ve formě propagace družstev, mezi místními tématy pak plnění plánu výkupu zemědělských produktů, výborné výsledky místního výrobního závodu, či obnovení těžby v dříve opuštěných dolech. Mezi hlavní stálice výstav patřila každoroční oslava měsíce československo-sovětského přátelství (7. listopad – 12. prosinec), která měla ovlivňovat názory návštěvníku podle vzoru sovětské propagandy.
Ještě v roce 1949 stále nebyl proveden soupis majetku muzea. Ke zlepšení situace došlo 29. května 1951, kdy byla v rámci městských zaměstnanců zřízena funkce muzejníka, té se tehdy ujal pan Ing. Dolobko. Roku 1957 za ředitele Karla Krabce bylo tehdejší Okresní vlastivědné muzeum v Kadani oficiálně pochváleno za to, že ze všech muzeí Karlovarského kraje má nejlepší výsledky v práci s mládeží. Při muzeu totiž o rok dříve vznikl kroužek mladých archeologů, který byl navštěvován žáky a studenty kadaňských škol. V té době, již od roku 1950, fungoval v Kadani také Spolek přátel muzea, jeho členové se podíleli na muzejních činnostech především konáním přednášek, či spoluprací na výstavách. Když v roce 1960 přestala být Kadaň okresním městem, začala činnost místního muzea upadat. Z důvodu zchátralosti muzejního domu čp. 115 bylo roku 1972 rozhodnuto o jeho uzavření a přestěhování sbírek muzea na Kadaňský hrad. Přitom už v roce 1957 si správce muzea stěžoval na havarijní stav budovy a navrhoval přesun sbírek do prostorů zrušeného františkánského kláštera. Veřejnosti nepřístupné exponáty ze sbírek kadaňského muzea setrvaly na Kadaňském hradě až do roku 1975, kdy došlo k úplnému zrušení muzea a všechny jeho sbírky byly předány do rukou tehdejšího Okresního vlastivědného muzea v Chomutově, kde jsou evidovány i v současné době.

### 1975–1999
Další etapa historie kadaňského muzea je spojena s někdejším františkánským klášterem, uzavřeným po násilném zásahu proti řeholníkům Státní bezpečností na jaře 1950. Ideje o zřízení církevního muzea v prostorách kláštera se neuskutečnily. Chátrající komplex kláštera byl na nějakou dobu také oficiálně sídlem pobočky karlovarského Státního archivu. Nejpozději v roce 1971 převzalo klášterní budovu Okresní vlastivědné muzeum v Chomutově. To ji chtělo využívat nejen jako výstavní prostor, ale především jako rozlehlý depozitář. Původně se počítalo s otevřením expozic v celém klášteře, nakonec však z původních plánů byly v roce 1972 zpřístupněny pouze dvě výstavy, a to výstava o dělnickém hnutí a o průmyslových podnicích v regionu. Tyto výstavy však zřejmě z důvodu nepříliš velké návštěvnosti byly již někdy v polovině 70. let zrušeny a klášter tak sloužil výhradně jako depozitář.
Chátrající klášterní budova ožila až na sklonku roku 1987. V části křížové chodby a v kapli svaté Kateřiny se začaly postupně pořádat výstavy děl kadaňských výtvarníků, samostatné výstavy grafik akademického malíře Herberta Kiszy, či tvorby současných českých miniaturistů a šperkařů. Vernisáže výstav byly vždy spojeny s koncertem v refektáři. Tyto slibné a hojně navštěvované kulturní akce však byly trnem v oku tehdejší komunistické moci: na jaře 1988 byly zrušeny, údajně z důvodů zajištění bezpečnosti při provozu kláštera jako depozitární budovy. Okresní muzeum přestalo klášter zcela užívat teprve v roce 1991. Během let 1995 až 2003 prošel klášter rozsáhlou rekonstrukcí. Jednání o obnovení muzejních expozic v prostorách kláštera proběhla na Městském úřadě v Kadani v roce 1996.

### Po roce 1999
Na výstavní činnost i název Městské muzeum v Kadani bylo navázáno v květnu 1999, kdy byla ve sklepních prostorách františkánského kláštera otevřena po dlouhé době první nová stálá expozice věnovaná mineralogickým zajímavostem, zkamenělinám a historii dolování a těžby v regionu. Počátkem října 2001 byla stanovena komise odborníků pověřená přípravou stálých expozic. V květnu 2004 byla realizována část návrhů zpřístupněním stálé expozice o dějinách kláštera. O rok později byl otevřen další prohlídkový okruh věnovaný středověkým dějinám Kadaně.

## Zajímavost
Roku 1937 byla se svolením československého ministerstva školství publikována kadaňská vlastivěda, čili „Heimatbüchlein für das Kaadner und Duppauer Land“. Editorem téměř 130 stránkové publikace byl učitel Franz Slapnička. Kniha měla sloužit jako pomocná učebnice na obecných školách s vyučovacím jazykem německým na okrese Kadaň a jejím cílem bylo též podpořit československý patriotismus. Hned na první straně byla ostatně vytištěna oficiální německá verze československé státní hymny Kde domov můj? (Wo ist mein Heim?). Josef Kolba přispěl do knihy kapitolou nazvanou Procházka kadaňským vlastivědným muzeem, které se v té době nacházelo na hlavním kadaňském náměstí v domě čp. 115:
„Kadaňské vlastivědné muzeum se nalézá v prostorném domě na jihovýchodním nároží Tržního náměstí. Svou rozlohou i výrazným nápisem upoutá naše zraky již z dálky. Vstoupíme širokým vchodem do vnitřku budovy. Shlížejí tu na nás starobylé obrazy svatých, k nimž se kdysi s důvěrou utíkali členové dávno vyhaslých rodů. Vykročíme dále a ocitneme se na malém dvorku tohoto středověkého měšťanského domu. Zde se nalézají evangelické náhrobníky, svědčící o umělecké zručnosti kadaňských kameníků protestantských časů. Nyní postoupíme do dolních prostor muzea. Kolik je tu krásných věcí k poučení! Dějiny rukavic, ukázky dnešního i dřívějšího způsobu jejich výroby, staré stroje atd. nám ukazují, že kadaňské rukavičkářství má svou dávnou tradici. Cechovní předměty, mistrovské kusy, pečetě i poháry cechovních společenství vyprávějí o oněch dnech, kdy ještě řemeslo mělo „zlaté dno“. V uměleckých formách perníkářů, v bytelné zámečnické práci či na starých kamnových kachlích obdivujeme výkony dávné řemeslné píle. Pestré prapory, pušky a děla střeleckého spolku jsou výmluvnými doklady obranyschopnosti dřívějšího měšťanstva. Terče s „královským zásahem“ byly jistě pýchou některého „Krále střelců“. Valdštejnova standarta nám prozrazuje, že také v našem kraji byly „na návštěvě“ válečníci ze severu…“